# 국왕공식탄생일
국왕공식탄생일(King's Official Birthday) 또는 여왕공식탄생일(Queen's Official Birthday)은 대부분의 영연방 왕국에서 군주의 생일을 공식적으로 축하하는 날로 선택된 날이다. 이는 반드시 군주의 실제 탄생일과 일치하는 것은 아니다.
국왕의 생일은 1748년 그레이트브리튼 왕국에서 처음으로 국왕 조지 2세의 생일로 공식적으로 지정되었다. 그 이후로 왕이나 여왕의 생일은 대영 제국 전역에서 결정되었고, 나중에는 영연방에서도 주권자나 총독이 발표한 왕실 포고문이나 지방 의회에서 통과된 법령에 따라 결정되었다.
오늘 축하 행사 날짜는 각 국가에 따라 다르며 일반적으로 야외 행사를 위한 북반구의 날씨가 좋을 가능성이 높은 5월 말 또는 6월 초로 설정된다. 대부분의 경우 공식적인 공휴일이며 때로는 다른 행사를 기념하는 날이기도 하다. 현재 대부분의 영연방 영역에서는 생일 명예 목록을 발표한다.

## 같이 보기
- 태양절
- 국왕탄생일
- 천황탄생일